# ファニー・ウォーターマン
ファニー・ウォーターマン（英語: Fanny Waterman, DBE, 1920年3月22日 - 2020年12月20日）は、イギリスのピアニスト、音楽教育家。

## 略歴
リーズの富裕な家庭に生まれ、ロンドンの王立音楽大学に学ぶ。トバイアス・マテイ、シリル・スミスに師事。リーズ音楽大学で長く教鞭を取り、マイケル・ロール、ポール・クロスリー、アラン・シラーをはじめ多くのピアニストを育てる。また彼女は、1967年よりロンドンのフェイバー・ミュージック（Faber Music）社から、マリオン・ソープとの共著で自らのピアノ・メソードを「Piano Lessons Book」「Me and my piano」などのシリーズとして刊行し、多くの国でベストセラーとなった。
1961年にはマリオン・ソープと協力してリーズ国際ピアノ・コンクールの創設を主導、1963年に第1回コンクールを開催した。またチャイコフスキー国際コンクールをはじめ、多くのピアノ・コンクールで審査員をつとめている。リーズ大学の名誉博士号を持つ。
2020年12月20日、100歳で死去。